# Club politique Trakiya
Club politique Trakiya (en bulgare Политически клуб "Тракия" (ПКТ) - PKT) est un parti politique bulgare régionaliste et nationaliste.

## Histoire
Le Club politique Trakiya est né en 2000, après que la juridiction électorale a déclaré que l'Union des sociétés thraces en Bulgarie ne remplissait pas les conditions légales pour prendre part dans la vie politique du pays.

## Idéologie
Lors de son congrès tenu fin 2010 à l'occasion de son 10e anniversaire, le président du mouvement a déclaré que le "Club politique Trakiya est un parti politique, mais c'est un parti de type électronique". C'est le "parti du mouvement national thrace - Union des sociétés thraces en Bulgarie". 
Les deux objectifs principaux du parti sont :
- le respect, par la Turquie, du Traité d'Angora (1925) ;
- "Une Thrace sans frontières. Intégration en Thrace. Création d'une eurorégion Thrace.